# Interval training
L'Interval training (in italiano: Allenamento intervallato), conosciuto anche come Aerobic Interval Training (AIT), è un genere di esercizio fisico discontinuo che solitamente viene caratterizzato da una successione di esercizi in cui si alternano intervalli a bassa e alta intensità. I periodi di alta intensità sono in genere in corrispondenza o vicini all'esercizio anaerobico, mentre i tempi di recupero possono coinvolgere sia completo riposo o attività di minore intensità.
L'interval training può essere descritto come un breve periodo di lavoro seguito da riposo. L'obiettivo principale è quello di migliorare la velocità e la forma fisica cardiovascolare. L'interval training può riferirsi a qualsiasi forma di esercizio cardiovascolare (ad esempio, ciclismo, corsa, canottaggio, ecc.), ed è importante nella routine di allenamento di molti sport. Si tratta di una tecnica particolarmente utilizzata dai corridori, ma anche atleti provenienti da diversi ambiti utilizzano questo tipo di formazione.

## Definizione
Sebbene il concetto di Interval training venga nella maggior parte dei casi associato ad attività anaerobiche miste (in cui cioè viene prevista una componente aerobica e una anaerobica) o all'High Intensity Interval Training (HIIT), di per sé esso fa riferimento ad una vasta categoria di esercizi, in cui non necessariamente è presente una componente anaerobica. Il concetto generale di Interval training, letteralmente allenamento ad intervalli, sta ad indicare il fatto che l'atleta esegue una prestazione fisica per un certo periodo di tempo ad una maggiore intensità e battito cardiaco, interrotta da periodi di recupero, prima di tornare a svolgere la prestazione fisica. Allenamento intervallato sta a significare che tra la vera e propria prestazione si intervallano periodi in cui all'atleta viene concessa una forma di recupero. Tuttavia, questo recupero può essere attivo o passivo. Il recupero attivo, in questo particolare contesto può significare che il periodo di intervallo viene svolto mantenendo il fisico in movimento o in attività, ad esempio semplicemente riducendo drasticamente l'entità dello sforzo svolgendo lo stesso esercizio, oppure eseguendo un altro esercizio blando. In questo senso l'esercizio non viene propriamente interrotto, ma viene semplicemente interrotta la prestazione più intensa. Il recupero passivo può essere invece inteso come un completo arresto dell'attività fisica. Alcuni autori citano un esempio di Interval training completamente aerobico, che può consistere in una corsa della durata di 2 minuti al 60% del VO2max intervallata da un recupero passivo di 30 secondi, in un ciclo ripetuto più volte. Da questo esempio è possibile notare che l'Interval training non è necessariamente una forma di esercizio ad alta intensità con picchi anaerobici, e può essere applicato anche in qualsiasi sport o attività fisica come il nuoto, la corsa su strada, o lo sci. Talvolta alcuni autori possono sostenere che anche sport come il calcio o il basket, data la loro natura ad intervalli, possa essere considerata un'attività in interval training.

### Differenze con l'HIIT
Molto spesso i termini High Intensity Interval Training (HIIT) e Interval Training (IT) vengono adoperati in maniera interscambiabile. Più che differenze, si può dire che l'HIIT si presenta come una particolare tipologia di Interval training con delle caratteristiche peculiari, mentre l'Interval training fa riferimento ad una vasta categoria di allenamenti fisici. Come si può notare, l'Interval training è un concetto molto più generico, e può essere organizzato in maniera molto diversa da un protocollo HIIT.
L'HIIT è un termine solitamente attribuito agli sprint anaerobici, e molto spesso viene proposto nell'ambito del fitness sulle macchine cardiovascolari. Le zone di intensità in cui viene impostato l'HIIT sono più definite, e oscillano tra la moderata (50-65% VO2max) e l'alta intensità (fino a 120% VO2max), cioè muovendosi al di sotto e al di sopra della soglia anaerobica, rendendo l'esercizio un ibrido tra aerobico e anaerobico. Le fasi di risposo prevedono più spesso il recupero attivo sullo stesso esercizio a moderata intensità. Al contrario, un generico Interval training può non prevedere alcun recupero attivo, può prevedere l'esecuzione di un altro esercizio durante il recupero attivo, può non superare la soglia anaerobica e quindi non prevedere una rilevante componente anaerobica pur mantenendosi ad un livello tale da incrementare il dispendio glucidico, di conseguenza può non essere svolto ad alte intensità.

## Efficacia
L'interval training è uno dei metodi di allenamento preferiti dagli allenatori in funzione della sua efficacia nel miglioramento dell'attività cardiovascolare e anche per la sua capacità di allenamento completo. Tuttavia, è anche applicabile ad altri esercizi ginnici in quanto contribuisce a migliorare la capacità aerobica consentendo di esercitarsi più a lungo ad intensità variabile (Mayo Clinic, 2009).
L'interval training può essere un mezzo efficace per innalzare la soglia anaerobica in un atleta, soglia che, secondo quanto appurato, è un fattore significativo delle prestazioni per le gare di lunga distanza.
Questo metodo di allenamento può essere più efficace nell'indurre la perdita di grasso rispetto ad un semplice allenamento a un livello di intensità moderata della stessa durata. Ciò è dovuto all'aumento del metabolismo dovuto agli intervalli ad alta intensità.

## Varianti
Il "walk-back sprinting" è un altro esempio di interval training per i corridori, nel quale ad uno sprint su breve distanza (da 100 a 800 metri), segue un ritorno al punto di partenza (periodo di recupero) per ripetere la volata un certo numero di volte. Per aggiungere sfida all'allenamento, ognuno di questi sprint può iniziare in un intervallo di tempo prefissato, ad esempio 200 metri di sprint, ritorno al punto di partenza e nuovo sprint ogni 3 minuti. L'intervallo di tempo fornisce sufficiente recupero. Un corridore userà questo metodo di allenamento soprattutto per aggiungere velocità alla sua corsa e dare un tocco di rifinitura.

### Fartlek
L'allenamento Fartlek, sviluppato dagli svedesi, è una pratica intermedia tra il vero interval training e l'allenamento su distanza regolare. Il nome significa 'gioco di velocità', e si compone di intervalli di corsa "non determinati", con scatti nei punti più irregolari, con lunghezze e velocità diverse rispetto all'interval training. I fautori di questa pratica sostengono che il fartlek è un metodo di allenamento efficace, in grado di aiutare una persona a evitare gli infortuni che spesso accompagnano le attività ripetitive, con che offre l'opportunità di aumentare l'intensità dell'attività senza controlli estenuanti sui tempi di esercizio.

## Alcune tipi di Interval training
- High Intensity Interval Training (HIIT)
- Tabata Training
- Little method
- Step-Wise Interval Training
- Power Aerobic Circuit (PAC)

## Altri metodi cardiofitness
- Cardio-Peripheral Heart Action (Cardio-PHA)
- High Intensity Interval Training (HIIT)
- Power Aerobic Circuit (PAC)
- Circuit Training (CT)
- Stubborn Fat Protocol (SFP)
- Tabata Training
- Spot reduction (SR)
- Aerobic Circuit Training (ACT)
- Aerobica Tonificazione Aerobica (ATA)
- Step-Wise Interval Training
- Fartlek
- Concurrent training